# Jadduah
Jadduah (tiếng Ả Rập: جدوعة) là một ngôi làng Syria nằm ở phó huyện Sabburah thuộc huyện Salamiyah, Hama.